# خوسيه أنخيل كاريلو
خوسيه أنخيل كاريلو (بالإسبانية: José Ángel Carrillo) هو لاعب كرة قدم إسباني في مركز الهجوم، ولد في 7 يناير 1994 في مرسية في إسبانيا. لعب مع ريال مورسيا.

## وصلات خارجية
- خوسيه أنخيل كاريلو على موقع قاعدة بيانات كرة القدم.إي يو (الإنجليزية)
- خوسيه أنخيل كاريلو على موقع Soccerway.com (الإنجليزية)
- خوسيه أنخيل كاريلو على موقع AS.com (الإسبانية)